# Sehlice
Sehlice (znanstveno ime Marasmius) so rod gliv iz družine sehličark (Marasmiaceae). Znanstveno ime rodu izhaja iz grške besede marasmos, kar pomeni "izsušitev; venenje" in se nanaša na njihovo značilnost, da se lahko posušijo in ponovno oživijo, ko je vlage spet dovolj.

## Značilnosti
Avtor rodu je bil Elias Magnus Fries, ki je leta 1838 v ta rod uvrstil gobe z lističasto trosovnico in belim trosnim prahom in žilavim osrednjim steblom in ki se lahko posušijo in spet oživijo, ko je vlage dovolj. Za Friesa je bila ta lastnost v nasprotju z gnilobno naravo večine gob pomemben znak za klasifikacijo in jo je uporabil za ločevanje te skupine od rodu korenovk (Collybia).
Sehlice so pogosto zelo majhne in jih je lahko spregledati. Vendar pa igrajo bistveno saprofitno vlogo v gozdnih ekosistemih, saj pomagajo razgrajevati sloj stelje gozdnih tal.
Molekolarne filogenetske raziskave kažejo na to, da je v temu rodu uvrščenih več skupin gliv, ki bodo v prihodnosti verjetno uvrščene v ločene rodove. To se je že zgodilo s česnovkami (Mycetinis), ki se nekoč veljale za sehlice.

## Seznam sehlic Slovenije[4]
- Bulliardova sehlíca (Marasmius bulliardii)
- trdobetna sehlíca (Marasmius cohaerens)
- mazasta sehlica (Marasmius collinus)
- travna sehlíca (Marasmius curreyi)
- bršljanova sehlica (Marasmius epiphylloides)
- listožilna sehlica (Marasmius epiphyllus)
- padalasta sehlíca (Marasmius epodius)
- travniška sehlica (Marasmius graminum)
- dišeča sehlica (Marasmius oreades)
- ovratniška sehlica (Marasmius rotula)
- drobirjeva sehlíca (Marasmius splachnoides)
- volčičja sehlica (Marasmius torquescens)
- smrekova sehlíca (Marasmius wettsteinii)
- vijoličasta sehlica (Marasmius wynneae)